# Huadquina huadquinae
Genre
Espèce
Synonymes
- Gonoleptes huadquinae Chamberlin, 1916

Huadquina huadquinae, unique représentant du genre Huadquina, est une espèce d'opilions laniatores de la famille des Gonyleptidae.

## Distribution
Cette espèce est endémique de la région de Cuzco au Pérou. Elle se rencontre vers Huadquina et San Miguel.

## Description
La femelle holotype mesure 5,6 mm.

## Systématique et taxinomie
Cette espèce a été décrite sous le protonyme Gonoleptes huadquinae par Chamberlin en 1916. Elle est placée dans le genre Huadquina par Roewer en 1930.

## Étymologie
Son nom d'espèce lui a été donné en référence au lieu de sa découverte, Huadquina.

## Publication originale
- Chamberlin, 1916 : Results of the Yale Peruvian Expedition of 1911. The Arachnida. Bulletin of the Museum of Comparative Zoology, Harvard, vol. 60, no 6, p. 177-299.
- Roewer, 1930 : « Weitere Weberknechte IV. (4. Ergänzung der Weberknechte der Erde, 1923). » Abhandlungen der Naturwissenschaftlichen Verein zu Bremen, vol. 27, p. 341–452.